# Amphibiobeania epiphylla
Amphibiobeania epiphylla är en mossdjursart som beskrevs av Metcalfe, Gordon och Hayward 2007. Amphibiobeania epiphylla ingår i släktet Amphibiobeania och familjen Beaniidae. Inga underarter finns listade i Catalogue of Life.